# Nottz
Nottz, de son vrai nom Dominick Lamb, né le 21 février 1977 à Norfolk en Virginie, est un rappeur et producteur de hip-hop américain. Nottz compte plusieurs productions pour de nombreuses personnalités du hip-hop américain tels que The Notorious B.I.G., Busta Rhymes, Method Man, Scarface, J Dilla, Snoop Dogg ou encore le G-Unit.

## Biographie
Nottz est originaire de Norfolk en Virginie. Ses premières productions apparaissent sur la compilation Lyricist Lounge, Volume 1 du label Rawkus Records en 1998. Il produit ensuite trois titres sur l'album Extinction Level Event (Final World Front) de Busta Rhymes, après que ce dernier ait découvert une de ses cassettes.
Comme beaucoup de producteurs de hip-hop des années 2000, Nottz utilise beaucoup de samples de vieux morceaux de soul. Nottz est l'un des producteurs préférés de Dr. Dre[réf. nécessaire] qui l'a d'ailleurs invité à participer à la production de son troisième album, Detox. Nottz collabore régulièrement avec les artistes du label de Dr. Dre, Aftermath Entertainment. Nottz a aussi un groupe appelé D.M.P. (Durte Muzik Prahdukshun) signé sur Koch Records. En 2004, le groupe publie un EP intitulé Nottz Presents D.M.P. The E.P. puis une mixtape, Nottz Presents D.M.P. : The Album en 2005.
Nottz publie son premier album studio le 19 octobre 2010, You Need this Music, qui fait participer Snoop Dogg, Joy Denalane ou encore Travis Barker,. Le 27 décembre 2010, il publie un EP commun avec Asher Roth. En 2011, Nottz travaille avec Game sur son quatrième album The R.E.D. Album. Le 15 juin 2012, Nottz et le rappeur Kardinal Offishall publient un album collaboratif, Allow Me to Re-Introduce Myself, en téléchargement libre. En 2013, Blu et Nottz publient leur EP collaboratif Gods in the Spirit. En août 2014, 9th Wonder annonce la participation de Nottz à l'équipe de production The Soul Council. Admirateur de longue date, 9th Wonder parlait très fréquemment de Nottz dans le passé. En 2010, il cite Nottz comme « le meilleur beat maker sur Terre » et comme « meilleur producteur de la scène. »

## Discographie

### Album studio
- 2010 : You Need This Music

### Albums collaboratifs
- 2005 : Nottz Presents D.M.P. - The Album
- 2010 : The Rawth EP (avec Asher Roth)
- 2015 : Home Sweet Home (avec Rapper Big Pooh)